# Gabriela Osvaldová
Gabriela Osvaldová, née le 25 juillet 1953 à Prague, est une actrice et parolière tchèque.

## Biographie
Après avoir obtenu son diplôme de l'Académie des arts du spectacle de Prague (1975), elle se fait connaître pour ses nombreux rôles au théâtre, dans des séries télévisées et au cinéma (par exemple, dans la série télévisée My všíčky školou povvinní (cs) ou dans le film Marečku, podejte mi pero!).
Depuis 1988, il se consacre principalement à l'écriture de paroles. Elle a écrit les paroles de trois albums pour Lucie Bílá, qui incluent des chansons à succès telles que Love is Love, Bridge Over the Past et eSeMes. 
En collaboration avec son ex-mari Ondřej Soukup (cs), elle a créé le spectacle Les Délices du Jardin d'Eden pour le Théâtre Ta Fantastika et les paroles de la comédie musicale Jeanne d'Arc.
En 2004, elle fait partie du jury du tout premier concours Česko hledá SuperStar (cs) (La République tchèque recherche une superstar). Elle y apparaît un an plus tard. Puis en 2008, elle siège aux côtés d'Ondřej Soukup et de Petr Janda au jury de X Factor, où elle encadre la catégorie 25+, qui comprend, entre autres, Jiří Zonyga, qui remporte finalement le concours. Elle apparait pour la dernière fois en tant que juge dans la deuxième saison de Czech-Slovenian SuperStar (cs),,,.

### Vie privée
Elle a été mariée au bassiste et compositeur tchèque Ondřej Soukup, avec qui elle a un fils, le compositeur et parolier tchèque František Soukup.
Son père était Ivan Osvald (1916–1986), scénariste, journaliste et enseignant tchèque. Sa sœur aînée Barbora Osvaldová (cs) est présidente de la Commission d'éthique de la Cour suprême de la République tchèque et directrice du département de journalisme de l'Institut d'études de la communication et du journalisme de la Faculté des sciences sociales de l'Université Charles.